# Nils Lundstedt
Nils Lundstedt, född 10 november 1768, död 1 januari 1817, var en svensk ämbetsman.
Lundstedt var kanslist i Krigskollegium, tullinspektör och kunglig sekreterare i Stockholm 1789-1805.
Han var amatörviolinist och invaldes som ledamot nummer 159 i Kungliga Musikaliska Akademien den 20 maj 1795.